# Jerzy II darłowsko-bukowski
Jerzy II (III) (ur. 30 stycznia 1582 w Bardzie, zm. 27 marca 1617 w Bukowie) – od 1606 książę na Darłowie (wraz z bratem Bogusławem XIV), a od 1615 samodzielnie w Bukowie. Syn Bogusława XIII z dynastii Gryfitów.

## Życie i panowanie
Był siódmym dzieckiem, a zarazem czwartym synem ówczesnego księcia na Bardzie i Nowopolu (Neuencamp), Bogusława XIII i jego pierwszej żony Klary, księżniczki brunszwickiej. W 1606, po śmierci ojca objął, wraz ze swoim starszym bratem Bogusławem XIV, we władanie okręg Darłowa. Po podziale księstwa osiadł w Bukowie, z którym był związany do śmierci.
Jeszcze przed objęciem urzędu w maju-czerwcu doglądał przewozu szczątków jednego ze swoich stryjów – Kazimierza VII, księcia Darłowa i Bytowa z letniej nadmorskiej rezydencji Neuhausen w Darłówku do Szczecina. Przejawiał zamiłowania do podróży. Zwiedził Polskę, Włochy, Hiszpanię, Niderlandy i Anglię. Od 1610 zarządzał majątkiem pocysterskim w Bukowie. Pozostając w stanie bezżennym zmarł nagle, w wieku 35 lat, 27 marca 1617 w Bukowie. Został pochowany w kościele zamkowym św. Ottona w Szczecinie 26 maja 1617. Po jego śmierci władzę nad jego księstwem przejął Bogusław XIV.

## Genealogia
| Filip I wołogoski ur. 14/15 VII 1515 zm. 14 II 1560 | Filip I wołogoski ur. 14/15 VII 1515 zm. 14 II 1560 |                                              |                                              | Maria saska ur. 15 XII 1516 zm. w okr. 5–7 I 1583 | Maria saska ur. 15 XII 1516 zm. w okr. 5–7 I 1583 |  |  | Franciszek ur. ? zm. ? | Franciszek ur. ? zm. ? |                                  |                                  | Klara ur. ? zm. ? | Klara ur. ? zm. ? |
|                                                     |                                                     |                                              |                                              |                                                   |                                                   |  |  |                        |                        |                                  |                                  |                   |                   |
|                                                     |                                                     |                                              |                                              |                                                   |                                                   |  |  |                        |                        |                                  |                                  |                   |                   |
|                                                     |                                                     | Bogusław XIII ur. 9 VIII 1544 zm. 7 III 1606 | Bogusław XIII ur. 9 VIII 1544 zm. 7 III 1606 |                                                   |                                                   |  |  |                        |                        | Klara ur. 1 I 1550 zm. 26 I 1598 | Klara ur. 1 I 1550 zm. 26 I 1598 |                   |                   |
|                                                     |                                                     |                                              |                                              |                                                   |                                                   |  |  |                        |                        |                                  |                                  |                   |                   |
|                                                     |                                                     |                                              |                                              |                                                   |                                                   |  |  |                        |                        |                                  |                                  |                   |                   |
|                                                     |                                                     |                                              |                                              |                                                   |                                                   |  |  |                        |                        |                                  |                                  |                   |                   |

|  |  |  |  | Jerzy II (III) darłowsko-bukowski (ur. 3 I 1582, zm. 27 III 1617) |